# Pedicularis lutescens
Pedicularis lutescens är en snyltrotsväxtart. Pedicularis lutescens ingår i släktet spiror, och familjen snyltrotsväxter.

## Underarter
Arten delas in i följande underarter:
- P. l. brevifolia
- P. l. longipetiolata
- P. l. lutescens
- P. l. ramosa
- P. l. tongtchuanensis